# Савез комунистичких партија - Комунистичка партија Совјетског Савеза
Савез комунистичких партија — Комунистичка партија Совјетског Савеза (рус. Союз коммунистических партий — Коммунистической партии Советского союза, СКП-КПСС) је међународни организација комунистичких партија које делују у земљама бившег Совјетског Савеза, основана 1993. године.
На 28. конгресу КПСС 1990. године, партија је сачувала своју структуру, а након распада Совјетског Савеза, већина чланова партијског Централног комитета и Политбироа постали су нова владајућа структура у Русији. Деловање КПСС-а де факто је укинуто тек 1993, када је Борис Јељцин забранио партију. Од 26. до 27. марта 1993, у Москви је одржан тзв. 29. конгрес КПСС на којем је одлучено да се КПСС образује у Савез комунистичких партија — Комунистичка партија Совјетског Савеза. На конгресу је изгласан нови програм и устав и изабран Совјет СКП-КПСС.
Вођа СКП — КПСС од 1993. до 2001. године био је Олег Шењин, а наследио га је Генадиј Зјуганов.
Основни циљеви организације су борба за права радничке класе, која су им у Совјетском Савезу била омогућена и зближавање свих народа бившег Совјетског Савеза.

## Структура СКП-КПСС
Највиши орган СКП-КПСС је Конгрес. Конгреси СКП-КПСС одржавају се у правилу сваке три године. На сваком конгресу се бира нови Совјет СКП-КПСС. Совјет након тога изабире:
- председника Совјета СКП-КПСС (Ову дужност од 2001. врши Генадиј Зјуганов, а од 1993. до 2001. вршио ју је Олег Шењин. Шењин је тада искључен из КПРФ и СКП-КПСС због фракционашких тенденција. Шењин је 2004. основао СКП-КПСС (унутрашња)[2] и Комунистичку партију Државног савеза Русије и Белорусије.)
- заменика председника Совјета СКП-КПСС (Ову дужност је од 2001. до 2010. вршио Јевгениј Копјишев, а од 2011. Казбек Тајсаев)

Совјет СКП-КПСС изабире и Извршни комитет Совјета СКП-КПСС, чији су чланови:
- председник Совјета СКП-КПСС
- заменик председника Совјета СКП-КПСС
- чланови Извршног комитета Совјета СКП-КПСС, односно вође републичких комунистичких партија

Контролно-ревизиона комисија СКП-КПСС надзире финансијске трошкове Совјета СКП-КПСС и свих огранака СКП-КПСС.

## Партије-чланице СКП-КПСС
Унутар СКП-КПСС делује укупно 17 партија:
| република     | име                                    | стање                                   | број посланика у влади |
| ------------- | -------------------------------------- | --------------------------------------- | ---------------------- |
| Русија        | Комунистичка партија Руске Федерације  | Заступљена у Думи                       | 57 / 450               |
| Белорусија    | Комунистичка партија Белорусије        | Заступљена у Парламенту                 | 7 / 110                |
| Молдавија     | Партија комуниста Републике Молдавије  | Заступљена у Парламенту                 | 10 / 101               |
| Јужна Осетија | Комунистичка партија Јужне Осетије     | Заступљена у Парламенту                 | 1 / 34                 |
| Абхазија      | Комунистичка партија Абхазије          | Била заступљена у Парламенту 2002–2012. | 0 / 35                 |
| Таџикистан    | Комунистичка партија Таџикистана       | заступљена у парламенту Таџикистана     | 2 / 63                 |
| Придњестровље | Придњестровска комунистичка партија    | Била заступљена у Врховном совјету      | 0 / 43                 |
| Киргистан     | Партија комуниста Киргистана           | Била заступљена у Парламенту 1995–2010. | 0 / 120                |
| Јерменија     | Комунистичка партија Јерменије         | Била заступљена у Парламенту 1991–2003. | 0 / 131                |
| Азербејџан    | Комунистичка партија Азербејџана       | Била заступљена Парламенту 2000–2005.   | 0 / 125                |
| Казахстан     | Комунистичка партија Казахстана        | Влада забранила деловање партије        | 0 / 107                |
| Узбекистан    | Комунистичка партија Узбекистана       | Влада забранила деловање партије        | 0 / 135                |
| Грузија       | Уједињена комунистичка партија Грузије | Била је заступљена у парламенту         | 0 / 150                |
| Туркменистан  | Комунистичка партија Туркменистана     | Влада забранила деловање партије        |                        |
| Литванија     | Комунистичка партија Литваније         | Влада забранила деловање партије        |                        |
| Летонија      | Комунистичка партија Летоније          | Влада забранила деловање партије        |                        |
| Естонија      | Комунистичка партија Естоније          | Влада забранила деловање партије        |                        |
| Украјина      | Комунистичка партија Украјине          | Влада забранила деловање партије        |                        |